# گرم‌آباد (دره‌شهر)
گرم‌آباد (دره‌شهر)، روستایی از توابع بخش ماژین شهرستان دره‌شهر در استان ایلام ایران است.

## جمعیت
این روستا در دهستان ماژین قرار دارد و براساس سرشماری مرکز آمار ایران در سال ۱۳۸۵، جمعیت آن ۷۴ نفر (۱۵خانوار) بوده‌است.
در روز چهارشنبه ۱۵ بهمن ماه سال ۱۳۹۹، یک مدرسه ۲ کلاسه برای استفاده دانش آموزان این روستا که توسط بنیاد علمی آموزشی قلم‌چی(وقف عام) ساخته شده افتتاح و به دانش آموزان روستایی اهدا شد